# Дроздов, Степан Гурьянович
Степан Гурьянович Дроздов (14 августа 1931 — 20 июля 1993) — комбайнёр совхоза «Красовский» Оконешниковского района Омской области. Герой Социалистического Труда (11.12.1973).

## Биография
В 1931 году в селе Зубовка Татарского района (на территории современной Новосибирской области) в семье крестьянина родился Степан Гурьянович Дроздов.
В 16 лет познал труд механизатора. С 1949 года работал в совхозе «Красовский» Оконешниковского района Омской области. В 1968 году вступил в ряды членов КПСС.
Указом от 11 декабря 1973 года был удостоен звания Герой Социалистического Труда.
В 1976 году Степан Гурьянович был делегатом XXV съезда КПСС. Также он являлся членом районного комитета партии, депутатом районного Совета.
В 1978 году, вступая в уборную страду, он взял обязательства намолотить 8000 центнеров зерна. Он выполнил намеченное. За уборочную страду этого года Дроздов выдавил из бункера комбайна 8148 центнеров сибирского хлеба.
Перед заслуженным отдыхом работал заведующим машинным двором совхоза «Красовский».
В 1986 году президиум областного совета профсоюзов учредил памятный вымпел имени С. Г. Дроздова, которым награждались комбайнеры, обеспечившие наивысшую выработку на агрегат и занявшие первые места в уборке урожая.
С 1991 года находился на пенсии. Жил в селе Красовка Оконешниковского района Омской области. Умер 20 сентября 1993 года, похоронен на местном кладбище.

## Награды
Имеет следующие награды, за трудовые и боевые успехи:
- Герой Социалистического Труда (11.12.1973);
- Орден Ленина (1972);
- Орден Ленина (1973);
- Орден Трудового Красного Знамени (1968).